# (3322) Lidiya
(3322) Lidiya es un asteroide perteneciente al cinturón de asteroides, descubierto el 1 de diciembre de 1975 por Tamara Mijáilovna Smirnova desde el Observatorio Astrofísico de Crimea (República de Crimea).

## Designación y nombre
Designado provisionalmente como 1975 XY1. Fue nombrado Lidiya en honor a Lidija Vissarionovna Zvereva la primera piloto de aeroplanos rusa.